# Volcán (ort)
Volcán är en ort i Argentina.   Den ligger i provinsen Jujuy, i den norra delen av landet, 1 400 km nordväst om huvudstaden Buenos Aires. Volcán ligger 2 083 meter över havet och antalet invånare är 1 048.
Terrängen runt Volcán är bergig söderut, men norrut är den kuperad. Volcán ligger nere i en dal som går i nord-sydlig riktning. Trakten runt Volcán är nära nog obefolkad, med mindre än två invånare per kvadratkilometer.. Volcán är det största samhället i trakten. 
Trakten runt Volcán består i huvudsak av gräsmarker.